# Promozione Toscana 1976-1977
Nella stagione 1976-1977 la Promozione era il quinto livello del calcio italiano (il massimo livello regionale). Qui vi sono le statistiche relative al campionato in Toscana
Il campionato è strutturato in vari gironi all'italiana su base regionale, gestiti dai Comitati Regionali di competenza. Promozioni alla categoria superiore e retrocessioni in quella inferiore non erano sempre omogenee; erano quantificate all'inizio del campionato dal Comitato Regionale secondo le direttive stabilite dalla Lega Nazionale Dilettanti, ma flessibili, in relazione al numero delle società retrocesse dal Campionato Interregionale e perciò, a seconda delle varie situazioni regionali, la fine del campionato poteva avere degli spareggi sia di promozione che di retrocessione.

## Girone A

### Squadre partecipanti
| Squadra               | Città                          |
| --------------------- | ------------------------------ |
| S.S. Audace           | Portoferraio (LI)              |
| U.S. Borgo a Buggiano | Borgo a Buggiano (PT)          |
| Camaiore ‘70 S.C.     | Camaiore (LU)                  |
| U.S. Castelnuovo      | Castelnuovo di Garfagnana (LU) |
| G.S. Castiglionese    | Castiglione della Pescaia (GR) |
| A.S. Cuoiopelli       | Santa Croce sull'Arno (PI)     |
| Pol. Follonica        | Follonica (GR)                 |
| U.S. Forte dei Marmi  | Forte dei Marmi (LU)           |
| U.S. Fucecchio        | Fucecchio (FI)                 |
| U.S. Pescia           | Pescia (PT)                    |
| U.S. Piombino         | Piombino (LI)                  |
| U.S. Querceta         | Seravezza (LU)                 |
| G.S. Rosignano Solvay | Rosignano Solvay (LI)          |
| A.S. Venturina        | Venturina Terme (LI)           |
| U.S. Villafranchese   | Villafranca in Lunigiana (MS)  |
| A.C. Volterrana       | Volterra (PI)                  |

### Classifica finale
|  | Pos. | Squadra          | Pt | G  | V  | N  | P  | GF | GS | DR |
|  | ---- | ---------------- | -- | -- | -- | -- | -- | -- | -- | -- |
|  | 1.   | Piombino         | 46 | 30 | 20 | 6  | 4  | 51 | 17 |    |
|  | 2.   | Fucecchio        | 41 | 30 | 15 | 11 | 4  | 33 | 18 |    |
|  | 3.   | Cuoiopelli       | 35 | 30 | 11 | 13 | 6  | 33 | 24 |    |
|  | 4.   | Pescia           | 33 | 30 | 14 | 5  | 11 | 31 | 26 |    |
|  | 5.   | Follonica        | 31 | 30 | 9  | 13 | 8  | 29 | 30 |    |
|  | 6.   | Castelnuovo      | 30 | 30 | 8  | 14 | 8  | 34 | 35 |    |
|  | 6.   | Volterrana       | 30 | 30 | 9  | 12 | 9  | 23 | 29 |    |
|  | 8.   | Venturina        | 27 | 30 | 8  | 11 | 11 | 43 | 41 |    |
|  | 8.   | Borgo a Buggiano | 27 | 30 | 9  | 9  | 12 | 32 | 38 |    |
|  | 8.   | Audace           | 27 | 30 | 8  | 11 | 11 | 27 | 36 |    |
|  | 8.   | Rosignano Solvay | 27 | 30 | 11 | 5  | 14 | 40 | 42 |    |
|  | 8.   | Querceta         | 27 | 30 | 6  | 15 | 9  | 28 | 36 |    |
|  | 13.  | Forte dei Marmi  | 26 | 30 | 7  | 12 | 11 | 31 | 35 |    |
|  | 14.  | Castiglionese    | 25 | 30 | 7  | 11 | 12 | 34 | 39 |    |
|  | 15.  | Camaiore '70     | 24 | 30 | 8  | 8  | 14 | 39 | 44 |    |
|  | 15.  | Villafranchese   | 24 | 30 | 10 | 4  | 16 | 33 | 44 |    |

## Girone B

### Squadre partecipanti
| Squadra                      | Città                            |
| ---------------------------- | -------------------------------- |
| A.C. Amiata                  | Abbadia San Salvatore (SI)       |
| U.S. Antella                 | Bagno a Ripoli (FI)              |
| S.P. Audax                   | Rufina (FI)                      |
| A.S. Castellina              | Castellina in Chianti (FI)       |
| U.S. Castiglionese           | Castiglion Fiorentino (AR)       |
| U.S. Colligiana              | Colle di Val d'Elsa (SI)         |
| S.S. Delle Signe             | Signa (FI)                       |
| A.S. Figline                 | Figline Valdarno (FI)            |
| A.C. Foiano                  | Foiano della Chiana (AR)         |
| A.S. Fortis Juventus 1909    | Borgo San Lorenzo (FI)           |
| U.S. Lampo                   | Lamporecchio (FI)                |
| U.S. Larcianese Plasticfibre | Larciano (PT)                    |
| U.S. Libertas                | Tavarnelle Val di Pesa (FI)      |
| U.S. Pontassieve             | Pontassieve (FI)                 |
| U.S. Sancascianese           | San Casciano in Val di Pesa (FI) |
| A.S. Terranuovese            | Terranuova Bracciolini (AR)      |

### Classifica finale
|  | Pos. | Squadra         | Pt  | G   | V   | N   | P   | GF  | GS  | DR  |
|  | ---- | --------------- | --- | --- | --- | --- | --- | --- | --- | --- |
|  | 1.   | Castellina      | 44  | 30  | 17  | 10  | 3   | 46  | 17  | +29 |
|  | 2.   | Delle Signe     | 41  | 30  | 17  | 7   | 6   | 47  | 29  | +18 |
|  | 3.   | Terranuovese    | 40  | 30  | 14  | 12  | 4   | 27  | 12  | +15 |
|  | 4.   | Castiglionese   | 33  | 30  | 11  | 11  | 8   | 32  | 23  | +9  |
|  | 5.   | Plasticfibre    | 30  | 30  | 9   | 12  | 9   | 27  | 24  | +3  |
|  | 5.   | Antella         | 30  | 30  | 9   | 12  | 9   | 30  | 30  | 0   |
|  | 7.   | Foiano          | 29  | 30  | 9   | 11  | 10  | 28  | 29  | -1  |
|  | 7.   | Sancascianese   | 29  | 30  | 9   | 11  | 10  | 24  | 28  | -4  |
|  | 9.   | Fortis Juventus | 28  | 30  | 8   | 12  | 10  | 27  | 40  | -13 |
|  | 9.   | Lampo           | 28  | 30  | 10  | 8   | 12  | 32  | 37  | -5  |
|  | 9.   | Colligiana      | 28  | 30  | 10  | 8   | 12  | 33  | 42  | -9  |
|  | 12.  | Audax           | 27  | 30  | 9   | 9   | 12  | 31  | 32  | -1  |
|  | 12.  | Figline         | 27  | 30  | 9   | 9   | 12  | 25  | 30  | -5  |
|  | 14.  | Amiata          | 26  | 30  | 8   | 10  | 12  | 26  | 18  | +8  |
|  | 15.  | Pontassieve     | 24  | 30  | 7   | 10  | 13  | 36  | 41  | -5  |
|  | 16.  | Libertas        | 16  | 30  | 4   | 8   | 18  | 24  | 59  | -35 |
|  |      |                 | 480 | 480 | 160 | 160 | 160 | 495 | 495 | 0   |